# Biologische landbouw

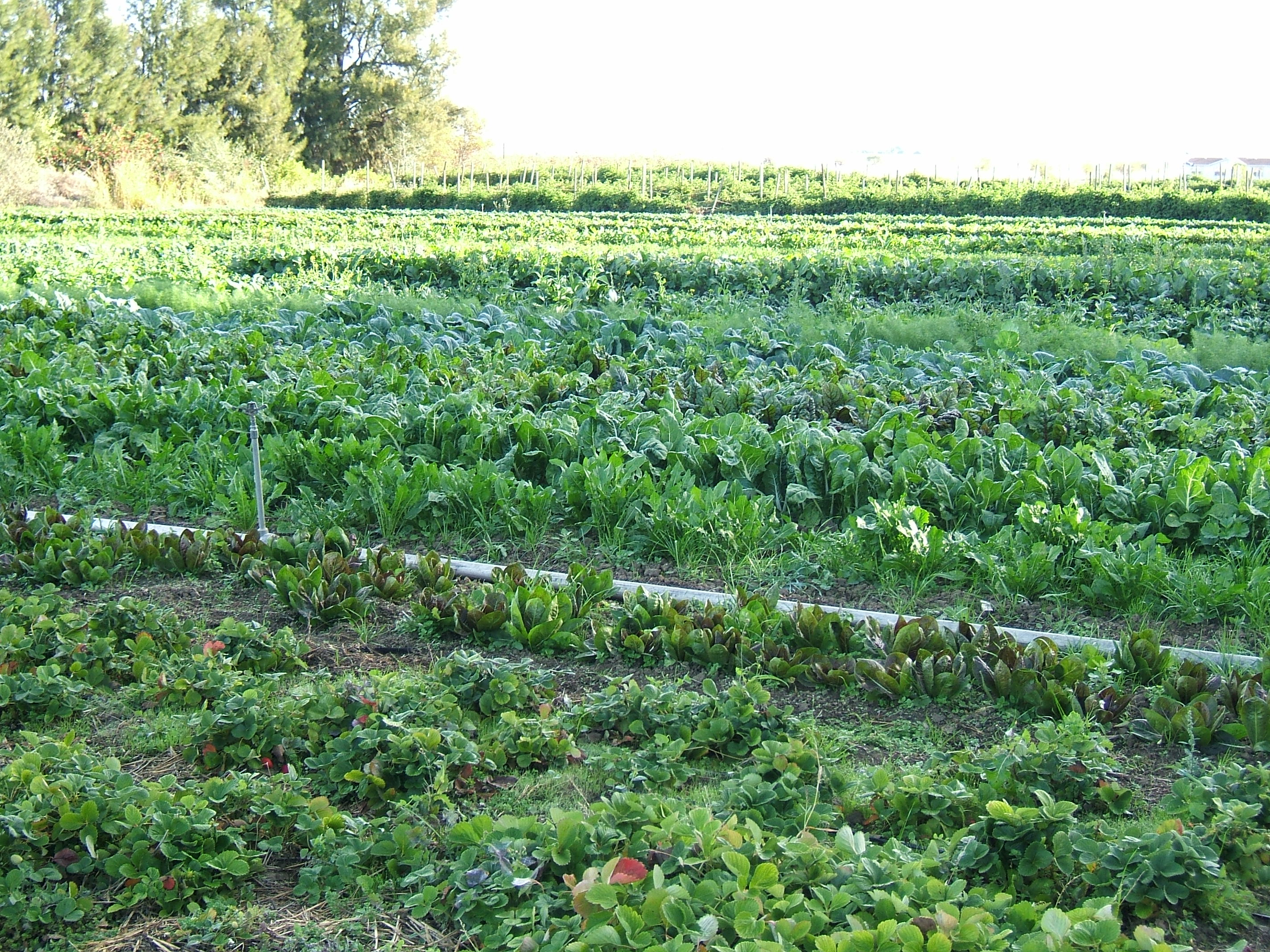
Biologische landbouw in Capay, Verenigde Staten

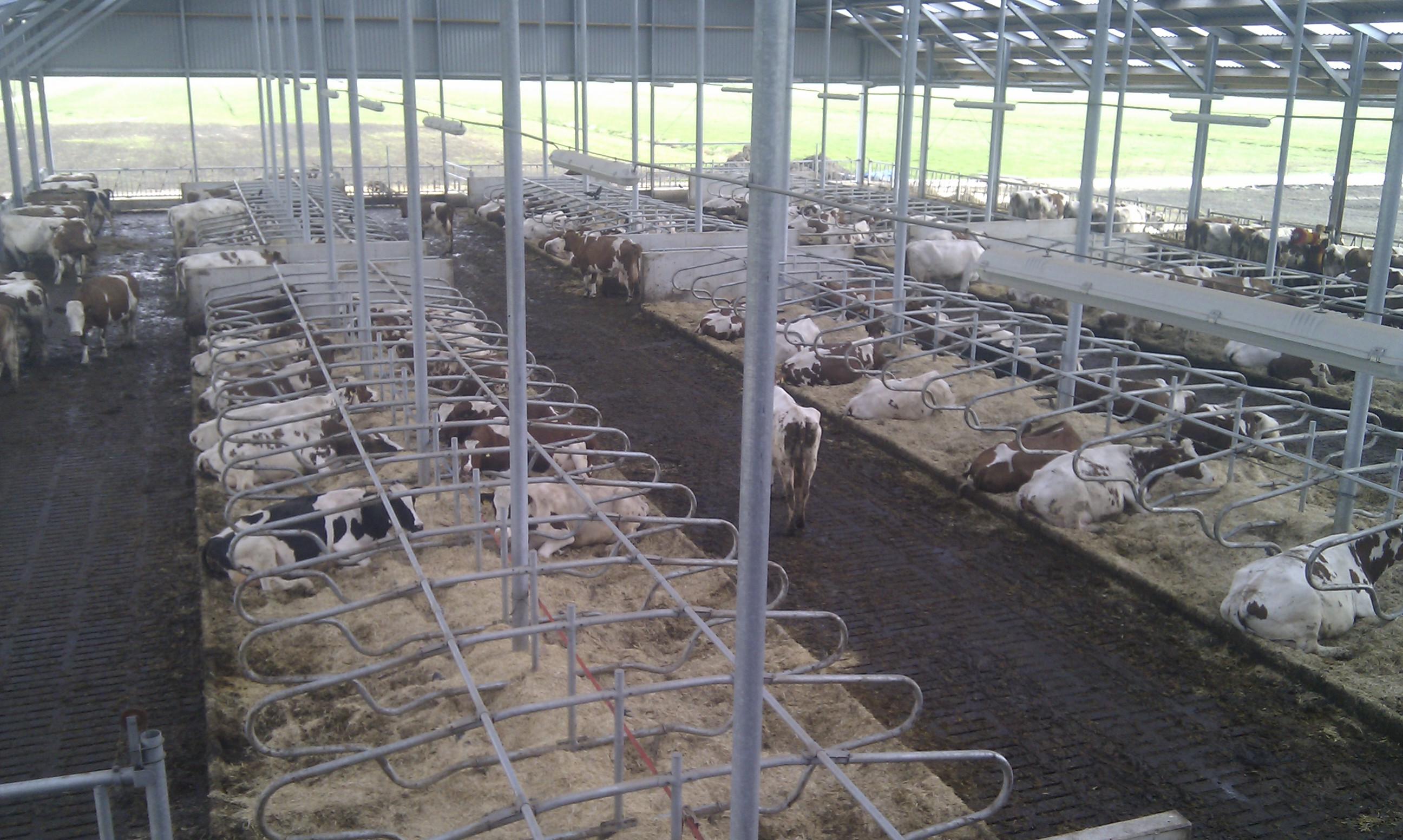
Biologische melkveestal in Woerden, Nederland

Biologische landbouw is een landbouwvorm die nadrukkelijk rekening wil houden met milieueffecten en dierenwelzijn. De biologische landbouw gebruikt geen kunstmest en genetisch gemodificeerde organismen. Een deel van de biologische landbouw maakt wel gebruik van chemische bestrijdingsmiddelen, zij het van natuurlijke oorsprong, zoals koper, zwavel of chemische stoffen geproduceerd door bijvoorbeeld planten, bacteriën of gisten. Dieren in de biologische veehouderij krijgen meer ruimte met het oog op dierenwelzijn. Er zijn verschillende biologische keurmerken die dit controleren. Biologische landbouw ontstond in de 20ste eeuw als reactie op de industrialisatie van de voedselvoorziening.
De biologische landbouw bouwt voort op de pre-industriële landbouw, maar kan tevens een "kraamkamerfunctie" vervullen voor de gangbare landbouw. Sommige methodes uit de biologische landbouw kunnen, indien geschikt, overgenomen worden in de reguliere landbouw.

## Geschiedenis
Veel pre-moderne landbouwmethoden en sommige nog steeds bestaande vormen van traditionele landbouw voor eigen gebruik in ontwikkelingslanden zijn vergelijkbaar met de biologische landbouw, omdat bepaalde moderne technologieën (zoals minerale meststoffen en bepaalde pesticiden) niet worden toegepast.
Met de komst van de industriële revolutie halverwege de 18e eeuw en de uitvinding van kunstmest zo'n honderd jaar later, kwamen er wereldwijd grote veranderingen in landbouw. Via grote, gespecialiseerde boerenbedrijven kwam de nadruk steeds meer op productie en hogere opbrengsten te liggen. Naast een aanzienlijke stijging in de productie van sommige gewassen, leidde de opkomst van industriële landbouw tot ecologische zorgen, zoals bodemuitputting. In bepaalde contexten werd daardoor meer kunstmest gebruikt om vergelijkbare opbrengsten te behouden. Als tegenbeweging kwam in het begin van de 20ste eeuw de biologische landbouw op.
Het is niet zeker waar en wanneer de biologische landbouw precies is ontstaan, daar er in Europa verschillende hervormingsbewegingen waren. Het is aannemelijk dat de biodynamische landbouw van Rudolf Steiner het eerste praktische landbouwsysteem was dat zich uitsluitend op biologische methoden richtte. Ook wordt de Oostenrijkse botanicus en microbioloog Raoul Heinrich Francé als grondlegger genoemd. Hij pleegde onderzoek naar de ecologie van micro-organismen in de bodem, en publiceerde de boeken Das Edaphon (1913) en Das Leben im Ackerboden (1922). Een van de eerste onderzoekers van biologische landbouw was Eve Balfour. Op haar boerderij deed vanaf 1939 het Haughley-experiment, de eerste langdurige, wetenschappelijke vergelijking van biologische- en op chemicaliën gebaseerde landbouw. Hierover publiceerde Balfour in 1943 het boek The living soil, dat wordt gezien als een van de standaardwerken over biologische landbouw.

### Reformbeweging: van 1900 tot 1960
De in Duitsland ontstane 'Lebensreform' propageerde voor een volledig nieuwe levenswijze. Hieruit ontstond de eerste biologische landbouwbeweging 'Arbeitsgemeinschaft Natürlicher Landbau und Siedlung', dat zich richtte op een natuurlijke productie van groenten en fruit zonder het gebruik van pesticiden of andere chemische producten.
De Oostenrijkse filosoof Rudolf Steiner zag dat de bodem uitgeput raakte en dat het dierenwelzijn steeds verder onder druk kwam te staan door het streven naar steeds hogere productiesnelheden. Uit voordrachten, gegeven door Steiner, ontstond rond 1924 de biodynamische landbouw (dat het landbouwbedrijf letterlijk meer dynamisch, en als één levend organisme beschouwt.) De term is pas jaren na de lezingen van Steiner ontstaan en populair geworden dankzij het werk 'Biodynamische landbouw en tuinbouw' van wetenschapper Ehrenfried Pfeiffer in 1938.
De Duitse schrijver Ewald Könemann (1899-1976) zorgde voor de verdere ontwikkeling van de biologische landbouw. In aanvulling op de producten die voortkwamen uit de antroposofische biologisch-dynamische landbouw, en met behulp van zijn eigen ervaring van de landbouwpraktijken met de huidige wetenschappelijke onderzoeken naar een biologisch begrip van de vruchtbaarheid van de bodem, werd een tweede vergeten ecologisch landbouwsysteem ontwikkeld in de jaren 20. Vanaf dat moment waren er twee hoofdstromen van biologische landbouw, die grotendeels parallel ontwikkeld werden.
Beïnvloed door Steiner, schreef landbouwspecialist aan de Universiteit van Oxford Lord Northbourne in 1940 Look to the Land. In het boek, waarin kritiek werd geuit op het gebruik van chemische producten in de landbouw, werd voor de eerste keer gebruikgemaakt van de term 'biologisch'. Hij verwees daarmee naar een manier van landbouw waarin een boerderij een organisch, levend geheel is waar zowel de grond, gewassen, vee en de maatschappij een evenwaardige rol spelen. Northbournes terminologie werd overgenomen door de Engelse botanicus en wetenschapper Albert Howard in zijn boek uit 1947 Soil and Health: A Study of Organic Agriculture. Het boek was de eerste publicatie waar biologische landbouw werd vermeld in de titel.
In de jaren 1930 kwamen er steeds meer biologische bedrijven, maar de groei van de sector werd een halt toegeroepen bij het uitbreken van de Tweede Wereldoorlog, wat leidde tot een verslechterd contact tussen biologische boeren en hun klanten, en was er een verminderde interesse in biologische producten zichtbaar. Ook waren verschillende West-Europese landen voor de voedselvoorziening afhankelijk geworden van de overzeese import van goedkope agrarische producten. Deze konden tijdens de oorlog niet meer zo makkelijk worden aangevoerd, waardoor er weer meer werd ingezet op de maximalisatie van de agrarische opbrengsten, in de lijn van de industriële landbouw.
Om de opbrengsten te verhogen werden boeren gestimuleerd - en soms zelf gedwongen - om sterk te intensiveren, te rationaliseren en gebruik te maken van moderne technologie. Zo kwam er een sterkere scheiding tussen landbouw en natuur en binnen de landbouw tussen akkerbouw en veeteelt. Ook werden op grotere schaal chemische bestrijdingsmiddelen ingezet om insecten te doden. Het door de Zwitserse chemicus Paul Hermann Müller ontwikkelde en na 1942 veel gebruikte insecticide DDT werd na de publicaties van de Amerikaanse biologe Rachel Carson over de schadelijkheid hiervan voor het milieu, in de meeste landen na 1970 verboden.
Tegelijkertijd met de biodynamische landbouw van Steiner en Pfeiffer ontwikkelde zich na de Tweede Wereldoorlog in Zwitserland de organisch-biologische landbouw van het echtpaar Hans en Marie Müller en Duitse arts en microbioloog Hans Peter Rusch die veel uitgebreide wetenschappelijke onderzoeken verrichtten. Rusch bracht in 1968 het boek Bodenfruchtbarkeit uit, met de theoretische achtergrond van de nieuwe 'organische-biologische landbouw, waarin nieuwe inzichten in de bodem microbiologie, en de bijbehorende bodemvruchtbaarheid werden verstrekt. Het echtpaar Müller richtte in 1971 de landbouworganisatie Bioland op.
Ook in Frankrijk ontstond er eind jaren 1950, begin jaren 1960 door agronomen Jean Boucher en Raoul Lemaire een nieuwe biologische landbouwvorm: de 'agrobiologische methode' (of de Lemaire-Boucher-methode), die bestond uit het geven van praktische en eenvoudige richtlijnen over ondiep ploegen, compostering, groenbemesting en het gebruiken van kruiden in de veeteelt.
Deze verschillende biologische landbouwmethoden gingen in de loop van de jaren 60 en 70 in elkaar op. Enkel de biologisch-dynamische landbouw bleef zich onderscheiden met bijkomende normen en richtlijnen.

### Ecologische beweging: van 1960 tot 1990
Naast het werk van Rachel Carson over de schadelijkheid van pesticiden en de rapporten van de Club van Rome tussen 1968 en 1974 over schaarse grondstoffen, kwamen in de loop van de jaren 1970 en 1980 steeds meer publicaties over de negatieve gevolgen van de gangbare landbouw. En ontstond in 1972 de IFOAM, of International Federation of Organic Agriculture Movements, een overkoepelende organisatie voor verschillende biologische landbouwverenigingen over certificering, onderzoek, voorlichting en promotie.
Dat resulteerde in een meer politiek draagvlak voor biologische landbouw.
Hieruit ontstond de 'ecologische landbouw', die zich volgens IFOAM als volgt onderscheidt: "ecologische landbouw houdt rekening met alle factoren die meespelen in de ecologie: relaties tussen planten onderling en tussen plant en dier, maar ook tussen mens en omgeving en de gevolgen daarvan op de maatschappij. Aspecten als de verpakking, de arbeidsomstandigheden en het energieverbruik krijgen in deze ecologische betekenis ook een plek."
Een voorbeeld hiervan is dat bananen uit Peru wel biologisch kunnen zijn, maar als ze per vliegtuig zijn aangevoerd, niet ecologisch.
Aandacht voor biologische en ecologische producten steeg in deze periode enorm. Ook verspreidde de biologische landbouw zich naar andere werelddelen.

### Politieke beweging vanaf 1990
De biologische landbouw leefde begin jaren 1990 vooral in Europa, met name na de erkenning van de biologische landbouw in 1991 door Europa met de regelgeving voor de eerste wettelijke normen voor biologische producten, en het voorzien van subsidies in 1993. Een steeds groter wordende achterban werd ondersteund door 'groene' politieke partijen, waaronder het Vlaamse Agalev.
In 2000 werd een enkel Europees biologisch label ingevoerd, dat op vrijwillige basis kon worden gebruikt. In 2010 werd het vervangen door een nieuw Europees label waarmee alle biologische producten dienen te worden geëtiketteerd: het Euro-blad.

### Nederland
In de jaren 1960 en 1970 ontstonden er in Nederland protestbewegingen tegen alles wat met de groei-ideologie van het kapitalisme te maken had, waaronder de provo en kabouterbeweging. Ook kwamen er nieuwe maatschappelijke organisaties rond 'natuur' en 'milieu' zoals Milieudefensie en Stichting Natuur en Milieu. In dit nieuwe maatschappelijke klimaat
vonden veel kritische landbouwers aansluiting bij de Vereniging voor Biologisch-Dynamische Landbouw en Voeding. Boeren die niets zagen in de antroposofie van Steiner zochten andere wegen, onder andere in centrum De Kleine Aarde te Boxtel. Ter ondersteuning en ontwikkeling van de ecologische landbouw, werd in 1984 de Nederlandse Vereniging voor Ekologische Landbouw (NVEL) opgericht.
Rond dezelfde periode als de uitbraken van gekkekoeienziekte, mond-en-klauwzeer en de varkenspest in het begin van de jaren 1990, groeide de publieke aandacht voor biologische alternatieven. In 1991 werd de biologische plantaardige productie wettelijk vastgelegd.
Biologische producten waren in de jaren zeventig en tachtig enkel in gezondheidswinkels te koop, totdat ze in de jaren negentig ook in de schappen van reguliere supermarkten kwamen te liggen. Tegenwoordig verkopen steeds meer supermarkten biologische producten en nog altijd wordt het biologische aanbod steeds gevarieerder. Ook worden de eisen voor de biologische keurmerken steeds strenger.

### België
Ook in België begonnen in de jaren 1970 een twintigtal pioniers te experimenteren met organische landbouw. Ook bij niet-boeren ontstond er interesse in onconventionele landbouwmethoden.
Begin jaren 1980 kwamen er verenigingen op en volgde een keurmerk: Biocontrole, later omgedoopt tot Biogarantie.

## Kenmerken landbouw
Een van de uitgangspunten van biologische gewasbouw is het idee dat het natuurlijke bodemleven de vruchtbaarheid van de grond verhoogt en dat dit leven beïnvloed kan worden. In positieve zin door het gebruik van bijvoorbeeld compost en mest, in negatieve zin door het gebruik van kunstmest, bestrijdingsmiddelen en zware machines die de grond verdichten.
Daarnaast proberen de meeste methoden zo min mogelijk milieuschade aan te richten en zo mogelijk ecologische inzichten in te zetten voor een optimale productie.

### Wijze van verbouwen
Door vruchtwisseling en het gebruik van resistente rassen is het gebruik van bestrijdingsmiddelen in de biologische akkerbouw en tuinbouw niet nodig. Er wordt een vruchtwisselingschema van vijf tot zeven jaar aangehouden. Wanneer toch ziekten of plagen optreden, oogst men soms vroeger. Door overmatige bemesting te vermijden hebben de planten meer weerstand. Kunstmest, met uitzondering van kieseriet, mag niet worden gebruikt. Dierlijke mest, afkomstig van externe veehouderijen, zo min mogelijk. Keurmerken zoals Bio Suisse verlangen een boekhouding van het bedrijf voor alle ingevoerde en uitgevoerde (mest)stoffen.
Veel biologische boeren zijn ook in andere opzichten anders dan gangbare boeren met de landbouw bezig. Zo hebben ze vaker een gemengd bedrijf (zowel akkerbouw als veeteelt) en besteden meer arbeid en tijd aan natuurbeheer op het bedrijf.

### Schadelijke dieren en schimmels
Als plagen desondanks ontstaan, worden bij voorkeur parasieten en andere plaag-specifieke methoden ingezet om bredere schade aan het ecosysteem te vermijden, zie ook biologische bestrijding.
In de meeste varianten van biologische landbouw kunnen middelen worden ingezet tegen parasieten en schimmels, maar de keuze is beperkt en betreft grotendeels middelen die uit de begintijd van de biologische landbouw bekend zijn. Bekend zijn onder meer zeep tegen bijvoorbeeld bladluizen, ijzer(III)fosfaat tegen slakken, kopersulfaat of zwavel tegen schimmels. Meer algemeen tegen insecten werkend kan bijvoorbeeld het plantenextract pyrethrum worden ingezet.
Afhankelijk van de gehanteerde regels kunnen verdere stoffen gebruikt worden, zo zijn er volgens de EU-richtlijn vijftien bestrijdingsmiddelen (insecticiden, antischimmelmiddelen) toegestaan, meestal gifstoffen uit planten of bacteriën of met een antagonistische werking. Middels EU-verordening nr. 404/2008 is het insecticide (van bacteriële oorsprong, maar industrieel geproduceerd) spinosad toegestaan. Verder legitimeert dezelfde verordening ook het gebruik van kaliumbicarbonaat en koperoctanoaat bij de bestrijding van verschillende schimmelziekten. Ook zijn een aantal synthetisch geproduceerde lokstoffen toegestaan.

### Ongewenste planten
Onkruid wordt onderdrukt door verbouwmethodes zoals "no-till farming", het zaaien van tussengewassen en groenbemesting. Onkruidbestrijding gebeurt handmatig, mechanisch of door afvlammen.

### Genetisch gemodificeerde gewassen
Het gebruik van genetisch gemodificeerde gewassen is niet toegestaan. Dit is vastgelegd in de Europese biologische wetgeving.

### Rijping
Rijpingsbevorderaars voor vruchten zijn in de vorm van ethyleen toegestaan.

## Kenmerken veehouderij
Ook zijn er tal van regels over de wijze waarop er met dierenwelzijn omgegaan wordt.

### Leefomstandigheden
Het aantal vierkante meters dat een dier tot zijn beschikking heeft, is groter dan in de intensieve veehouderij, er zijn beperkingen voor het op stal zetten en varkens, koeien en kippen beschikken over daglicht en een vrije uitloop naar buiten. Het routinematig afbranden van snavels bij kippen en het staartknippen bij varkens is niet toegestaan. Het castreren van varkens is eveneens verboden.

### Voortplanting
Kunstmatige inseminatie is in Nederland toegestaan, maar niet het seksen van sperma (met een machine sperma sorteren op X- of Y-chromosoom).

### Voeding
Dieren moeten met biologisch geproduceerd diervoer gevoerd worden. Dit ligt vast in de Europese biologische wetgeving.

### Medicijnen
Net als in niet-biologische landbouw is het gebruik van groeihormonen tijdens het productieproces verboden. Antibiotica mogen niet preventief worden toegediend, enkel wanneer een dier ziek is. Een vleesvarken mag tijdens zijn leven maar een keer met medicijnen behandeld worden, drachtige zeugen voor twee verschillende aandoeningen per jaar. Voor koeien geldt eveneens dat voor twee verschillende aandoeningen per jaar behandeld mag worden.

## Verwante vormen van landbouw
Elementen van biologische landbouw tonen verwantschap met of kunnen onderdeel vormen van andere vormen van landbouw. Voorbeelden zijn agro-ecologie, alternatieve landbouw,  agroforestry, biologisch-dynamische landbouw, duurzame landbouw, geïntegreerde landbouw, kringlooplandbouw, natuurinclusieve landbouw, permacultuur,
regeneratieve landbouw of verbrede landbouw.

## Duurzaamheid
Er is veel discussie over de vraag of en in welk opzicht biologische landbouw duurzamer is dan andere vormen van landbouw. Die vergelijking wordt bemoeilijkt door de vele varianten van biologische landbouw die de verschillende kanten van duurzaamheid meer of minder voorschrijven of stimuleren. Er zijn inmiddels veel studies verschenen, maar deze komen soms tot tegengestelde conclusies, mede afhankelijk van het aspect van duurzaamheid dat ze belichten, de duur van de studie, het doel van de studie en het doel van de opdrachtgever. Aspecten van duurzaamheid van landbouw die vaak genoemd worden zijn:
- de uitstoot van broeikasgassen, in het bijzonder CO2,
- de hoeveelheid benodigd land en het gebruik hiervan,
- de opbrengst per hectare of per jaar,
- het effect op biodiversiteit of op het functioneren van ecosystemen,
- de bijdrage aan kringlopen zoals het gebruik van grondstoffen en de uitstoot van stikstof en fosfaat,
- de luchtverontreiniging, met name fijnstofuitstoot,
- de geuroverlast en volksgezondheid,
- het effect op het landschap,
- de effecten op dierenwelzijn en -gezondheid,
- de gevolgen voor bodemkwaliteit, -structuur en -daling,
- het gebruik en de vervuiling van water,
- het energiegebruik,
- het gebruik en de uitstoot van bestrijdingsmiddelen,
- de kwaliteit van besluitvorming en
- de kwaliteit van de bedrijfsvoering.

Hieronder staan enkele voorbeelden van onderzoeksresultaten.

### Brede metastudies

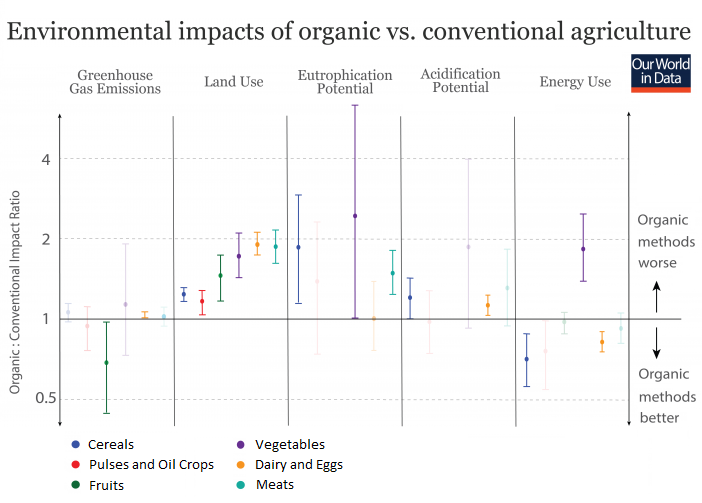
Vergelijking van de milieu-impact van biologische versus conventionele landbouw. Een waarde van 1,0 betekent dat de impact van beide systemen hetzelfde is; waarden groter dan 1,0 betekenen dat de effecten van organische systemen hoger (slechter) zijn.

Een meta-analyse van levenscyclusanalyses die 742 landbouwsystemen omvat en meer dan 90 unieke voedingsmiddelen die voornamelijk in high-input-systemen worden geproduceerd, toont aan dat biologische systemen per eenheid voedsel meer land nodig hebben, meer eutrofiëring kunnen veroorzaken, minder energie verbruiken, maar vergelijkbare broeikasgasemissies hebben als conventionele systemen.
Hoewel biologische systemen een hoger landgebruiks- en eutrofiëringspotentieel hebben en doorgaans een hoger verzuringspotentieel hebben, mag dit volgens de auteurs niet worden opgevat als een indicatie dat conventionele systemen duurzamer zijn dan organische systemen, omdat conventionele systemen meer energie verbruiken en afhankelijk zijn van de input van veel voedingsstoffen, herbiciden en pesticiden. Het ontwikkelen van productiesystemen die de voordelen van conventionele, biologische en andere landbouwsystemen integreren, is volgens de auteurs dus noodzakelijk voor het creëren van een duurzamere landbouw.
Onderzoekers van de Universiteit van Oxford analyseerden 71 peer-reviewed wetenschappelijke studies en constateerden dat biologische producten niet noodzakelijkerwijs beter zijn voor het milieu. Biologische melk, granen en varkensvlees genereerden een hogere uitstoot van broeikasgassen per product dan conventionele, maar biologisch rundvlees en olijven hadden in de meeste gevallen een lagere uitstoot. Uit de Oxford-analyse blijkt verder dat biologische landbouw 84% meer land nodig heeft voor een gelijkwaardige oogst, voornamelijk door een gebrek aan voedingsstoffen, maar soms ook door onkruid, ziekten of plagen, dieren met een lagere opbrengst en land dat nodig is voor vruchtbaarheidsbevorderende gewassen.

### Brede individuele studies
Hoewel biologische landbouw niet noodzakelijkerwijs in alle gevallen land bespaart voor leefgebieden van wilde dieren en bosbouw, menen andere onderzoekers dat moderne benaderingen in de biologische landbouw deze problemen met succes aan kunnen pakken. Dergelijk onderzoek, van onder meer The Rodale Institute in de Verenigde Staten, spreken dat van Oxford ook op andere punten tegen en laten zien dat organische landbouw minder CO₂-uitstoot door een lager elektriciteitsverbruik. Ook wordt door biologische landbouwtechnieken meer organische stof in de bodem opgeslagen, waardoor CO₂ uit de atmosfeer voor langere tijd wordt gebonden. Verder hebben bodems in de biologische landbouw een beter waterbergend vermogen, wat opbrengstverhogend werkt in tijden van droogte. Vermijding van synthetische landbouwchemicaliën zoals pesticiden en kunstmest leidt bovendien tot een lager (fossiele-)energieverbruik.
In 1981 is in Pennsylvania in de Verenigde Staten de Farming Systems Trial gestart, een langlopend onderzoek naar de verschillen tussen biologische en conventionele landbouw. Hieruit bleek na 30 jaar dat in Pennsylvania de biologische landbouw: concurrerende opbrengsten heeft met de conventionele landbouw na een overgangsperiode van 5 jaar, hogere opbrengsten heeft (tot 40% hoger) in tijden van droogte, geen giftige chemicaliën loost in waterwegen, 45% minder energie verbruikt, 40% minder broeikasgasemissies uitstoot en 3-6 keer hogere financiële winsten boekt voor boeren. De onderzoekers merken hierbij wel op dat het onderzoek aanzienlijke beperkingen kent. Met name is het klimaat in de testomgeving van Pennsylvania niet representatief voor de diversiteit aan groeiklimaten in de wereld.

### Opbrengst
Een meta-analyse uit 2011 in het tijdschrift 'Agricultural Systems' gebaseerd op 362 datasets concludeerde dat de biologische opbrengst gemiddeld 80% van de conventionele opbrengst was, maar dat dit sterk van gewas (sojabonen en rijst hoger dan 80% en tarwe en aardappel lager) en regio (Azië en Centraal-Europa relatief hoger, Noord-Europa relatief lager) verschilt.
Uit een meta-analyse uit 2012 bleek dat de productiviteit gemiddeld 25% lager ligt voor biologische landbouw dan voor conventionele landbouw. Opbrengstverschillen tussen biologische en conventionele landbouw zijn sterk afhankelijk van de context en variëren met de systeem- en locatiekenmerken. Biologische opbrengsten kunnen ongeveer 5% lager zijn voor regenafhankelijke peulvruchten en vaste planten die worden geteeld op zwak zure tot zwak alkalische bodems, ongeveer 13% lager wanneer de beste biologische beheerpraktijken worden toegepast, en tot 34% lager wanneer conventionele en biologische systemen het meest direct vergelijkbaar zijn. Volgens een langetermijnstudie van de 'Agricultural Research Service' in de Verenigde Staten is op biologische landbouwgrond de opbouw van organische stof beter dan bij conventionele landbouw, wat op de lange termijn kan leiden tot hogere opbrengsten.
Een rapport van het VN-Milieuprogramma (UNEP) uit 2008 meldt dat bij 114 projecten in 24 Afrikaanse landen de oogst vergeleken met het niet gebruiken van gewasbeschermingsmiddelen meer dan verdubbelde door het gebruik van biologische productiemethoden. maar niet bekend is wat het effect van gangbare gewasbescherming zou zijn geweest.

### Uitstoot van broeikasgassen
Smith et al. (2019) analyseerden de netto-uitstoot van broeikasgassen als gevolg van een hypothetische volledige omschakeling van de landbouw in Engeland en Wales naar 100% biologische productie. Ze schatten dat een dergelijke transitie zou leiden tot een daling van 40% in de voedselproductie in vergelijking met conventionele landbouw. De binnenlandse uitstoot van broeikasgassen zou met 6% afnemen, maar de lagere opbrengsten zouden meer voedselimport vereisen, wat zou leiden tot landgebruiksverandering in het buitenland. In het gematigde scenario—waarbij de helft van het extra land afkomstig is van grasland en er een matige koolstofopslag in de bodem wordt verondersteld—zou dit resulteren in een toename van 21% in de wereldwijde uitstoot van broeikasgassen ten opzichte van het conventionele systeem.

### Biodiversiteit

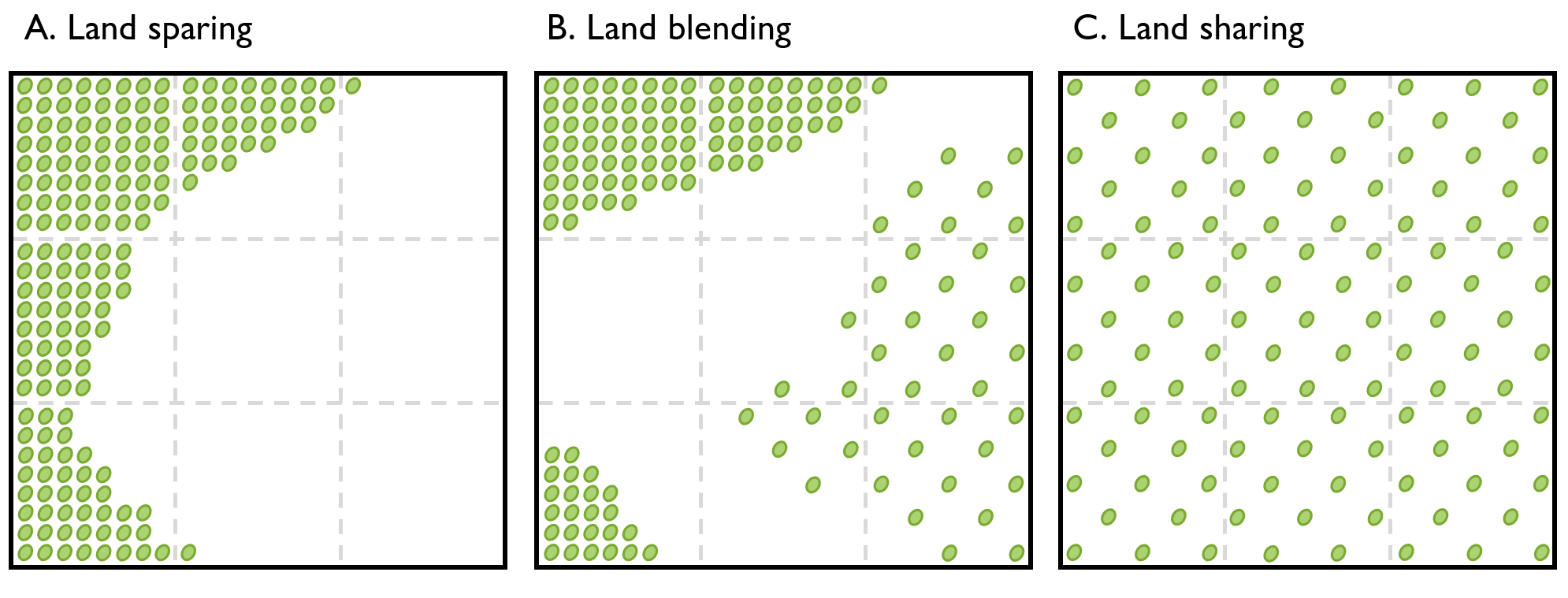
Schematische weergave van de strategieën voor landschapsbeheer die worden overwogen in het debat over land sharing versus land sparing. Zwarte kaders stellen landschappen voor en groene vormen geven biodiversiteit aan (d.w.z. natuurelementen).

Het behoud van natuurlijke hulpbronnen en biodiversiteit is een kernprincipe van de biologische landbouwproductie. Drie brede beheerpraktijken (verbod / verminderd gebruik van chemische bestrijdingsmiddelen en anorganische meststoffen; beheer van niet-bebouwde habitats; en behoud van gemengde landbouw) die grotendeels intrinsiek (maar niet exclusief) zijn voor de biologische landbouw, zijn bijzonder gunstig voor de flora en fauna van landbouwbedrijven. Het niet gebruiken van herbiciden en pesticiden verbetert de biodiversiteit en levert volgens diverse onderzoekers een grote bijdrage aan de totale soortenrijkdom.
De impact van biologische landbouw op biodiversiteit beperkt zich doorgaans niet tot het niveau van agrarische bedrijven of delen daarvan, maar betreft ook 'hogere niveaus', streek, landschap en ecosysteem. Beoordeling van deze bredere invloed is mede relevant om na te gaan hoe biodiversiteitsbehoud kan samengaan met voldoende landbouwproductie. In dit verband worden traditioneel twee strategieën tegenover elkaar gesteld: land sparing (het scheiden van intensieve landbouw en natuurreservaten) en land sharing (het zoveel mogelijk samen laten vallen van natuurbescherming en landbouw, onder meer via biologische landbouw). Een overzichtsstudie van het empirische onderzoek uit 2018 naar het effect van beide strategieën bij bosbouw laat zien dat volgens de meeste studies land sparing over het algemeen de voorkeur heeft voor het behoud van de biodiversiteit van tropisch bos  (67% van de relevante studies).
Biologische landbouw heeft een hogere biodiversiteit per hectare dan conventionele landbouw, maar dit gaat vaak ten koste van de landbouwopbrengsten. Een meta-analyse stelde vast dat biologische landbouw gemiddeld 23% meer biodiversiteit oplevert, met een gelijkaardige vermindering in opbrengst. De auteurs onderzochten ook of de winst aan biodiversiteit opweegt tegen de opbrengstverliezen op landschapsniveau, en concludeerden dat biologische landbouw voordelig is wanneer het omliggende ongebruikte land minder dan 2,4 keer zo biodivers is als conventioneel landbouwgebied. Semi-natuurlijke habitats en ongemaaide perceelranden overschrijden deze drempel echter vaak, wat suggereert dat conventionele landbouw gecombineerd met land sparing in veel landschappen te verkiezen is.
Hodgson et al. stelden vast dat conventionele landbouw in combinatie met het reserveren van natuurgebieden gunstiger is voor vlinderpopulaties wanneer de opbrengst van biologische landbouw minder dan 87% bedraagt van die van conventionele landbouw.
Volgens een overzichtsartikel uit 2018 in de Annual Review of Resource Economics is biologische landbouw niet meer vervuilend per oppervlakte, maar wel per eenheid output. Volgens dit artikel kan wijdverbreide opschaling van biologische landbouw leiden tot extra verlies van natuurlijke habitats, omdat meer land nodig is vanwege de lagere opbrengst van biologische landbouw. Biologische landbouw is volgens de auteurs niet het paradigma voor duurzame landbouw en voedselzekerheid, maar men bepleit om biologische landbouw op een slimme manier te combineren met gangbare landbouw.

### Kringloop, met name gebruik en uitstoot stikstof
Volgens een meta-analyse van 2012 van 71 onderzoeken waren in de meeste gevallen stikstofuitspoeling, lachgasemissies, ammoniakemissies, eutrofiëringspotentieel en verzuringspotentieel hoger voor biologische producten,, en dus het effect op ondere andere eutrofiëring Andere verschillen waren niet significant. Hoewel de biologische landbouw streeft naar een gesloten kringloop, is dat in de praktijk niet steeds het geval. Zo is de biologische sector in Vlaanderen voor ruim 30% afhankelijk van externe, niet-biologische dierlijke mest. In Frankrijk is de afhankelijkheid van externe bronnen voor stikstof, fosfor en kalium respectievelijk 23%, 73% en 53%. Ook voor Denemarken zijn gelijkwaardige cijfers bekend. Ook voor voeder, zaden en zelfs pesticiden bestaan er ontheffingen waarbij producten uit de gangbare landbouw in de biologische landbouw gebruikt kunnen worden. Uit praktijkonderzoek blijkt dat het uitspoelen van nitraat een groter probleem vormt in de biologische dan in de reguliere landbouw. Met minerale meststoffen kan men de bemesting uitvoeren wanneer planten deze het meest, terwijl biologische meststoffen nitraat blijven afgeven, ook na de oogst. Voor de emissie van lachgas en ammoniak per eenheid product scoort de biologische landbouw eveneens slechter. In de biologische melkveehouderij is de ammoniakemissie per hectare ongeveer de helft lager dan bij een gemiddeld gangbaar landbouwbedrijf. De totale stikstofverliezen – de optelsom van de uitstoot naar de lucht en naar het water – zijn zelfs bijna 70% lager. Dit komt doordat er minder koeien op meer grond staan, en door meer weidegang (3300 uur gemiddeld), minder mestgebruik en geen kunstmest. Ook zit er minder stikstof in het voer.

### Dierenwelzijn en -gezondheid
Hoewel er niet veel onderzoek naar is verricht, is biologische veeteelt mogelijk minder gevoelig voor epidemieën. Bij de biologische veeteelt zijn de regels ten aanzien van veevoer namelijk scherper en beter omschreven. Ook de dierdichtheid is beduidend lager; dat wordt gerekend tot de cruciale preventiemaatregelen tegen zoönose-epidemieën.
In 1995 werd een zes maanden durende studie uitgevoerd om de diergezondheid en het dierenwelzijn in Britse biologische veehouderijen te beoordelen. Daaruit bleek dat dierziektes op deze bedrijven minder voorkomen dan in de conventionele veehouderij. Er werd minder mastitis, ketose, melkziekte en kreupelheid geconstateerd. Als mogelijke redenen werden onder andere genoemd: lage bezettingsgraden, gemengde soortensystemen, homeopathische middelen en verminderde huisvestingsstress.

## Omvang
Wereldwijd was in 2019 ongeveer 72,3 miljoen hectare van alle landbouwgrond in gebruik voor biologische landbouw. Daarmee kwam het uit op een percentage van 1,5% van alle wereldwijde landbouwgrond.
- Europa: Het aandeel biologisch bewerkte landbouwgrond in Europa was in 2019 3,3% (16.5 miljoen hectare), in de Europese Unie 8,1% (14.6 miljoen hectare).[57] In 2016 waren er 295.577 producenten.[58]
  -  België: In 2017 waren er in het Vlaams Gewest 468 bedrijven, samen goed voor 7367 hectare, die biologisch teelden. Dit vormde samen ongeveer 1,2% van het totale Vlaamse landbouwareaal.[59] In het Waals Gewest 10%.[60] In 2017 werden in heel België 83.500 ha biologisch beplant, of 6,3% van het gebruikte landbouwareaal, door 2105 bedrijven.[58]
  -  Duitsland: In 2017 haalde men voor het eerst een omzet van meer dan 10 miljard euro met biologische producten, een marktaandeel van 5,9%.[61] In 2019 werkten 12,6% van de boerenbedrijven, ca. 34.000, biologisch en werd met biologische levensmiddelen 12 miljard euro omgezet, 10% meer dan in 2018.[62]
  -  Nederland: Qua landbouwareaal dat biologisch beplant wordt loopt Nederland met 4,4% (80.000 hectare) in 2022 achter op de rest van Europa. In 2022 telde Nederland 1951 landbouwbedrijven die biologisch gecertificeerd zijn bij Skal Biocontrole.[63] Nederland telde in 2014 ongeveer 350 biologische melkveehouders. In 2017 was dit aantal gestegen naar 481. Na het afschaffen van het melkquotum in 2015 daalde de prijs voor gangbare melk. Voor biologische melk is de prijs vrij stabiel. Dit maakt het aantrekkelijk voor melkveehouders om over te schakelen naar biologisch.[64]
  -  Oostenrijk: Het land in de Europese Unie met het hoogste percentage biologische landbouwgrond is Oostenrijk met 24%. Bio Austria is een van de grootste bio-verbanden in de EU met sinds 2009 relatief constant 12.500 aangesloten boeren en een omzet van € 300 miljoen.[65]
- Australië: Het grootste biologische landbouwareaal (in oppervlakte) bevindt zich in Australië, met meer dan 35,6 miljoen hectare, al wordt het grootste deel daarvan gebruikt voor de veehouderij.
- Verenigde Staten: Ondanks dat de Verenigde Staten sinds 2016 een marktaandeel van biologische producten heeft van 5,3%, en wereldwijd de grootste omzet, wordt er in eigen land maar op 0,6% van alle landbouwgrond biologisch geteeld, net iets meer dan 2 miljoen hectare.[66]

| Land                | hectare   | %    |
| ------------------- | --------- | ---- |
| België              | 93.119    | 6,9  |
| Bulgarije           | 117.779   | 2,3  |
| Cyprus              | 6.240     | 5    |
| Denemarken          | 285.526   | 10,9 |
| Duitsland           | 1.613.785 | 9,7  |
| Estland             | 220.737   | 22,3 |
| Faeröer             | 251       | 8,4  |
| Finland             | 306.484   | 13,5 |
| Frankrijk           | 2.240.797 | 7,7  |
| Griekenland         | 528.752   | 8,7  |
| Hongarije           | 303.190   | 5,7  |
| Ierland             | 73.952    | 1,6  |
| IJsland             | 5.740     | 0,4  |
| Italië              | 1.993.225 | 15,2 |
| Kroatië             | 108.127   | 7,2  |
| Letland             | 289.796   | 14,8 |
| Liechtenstein       | 1.470     | 41   |
| Litouwen            | 242.118   | 8,1  |
| Luxemburg           | 5.814     | 4,4  |
| Malta               | 55        | 0,5  |
| Moldavië            | 27.833    | 1,2  |
| Nederland           | 68.068    | 3,7  |
| Noorwegen           | 45.312    | 4,6  |
| Oekraïne            | 467.980   | 1,1  |
| Oostenrijk          | 669.921   | 26,1 |
| Polen               | 507.637   | 3,5  |
| Portugal            | 293.213   | 8,4  |
| Roemenië            | 395.228   | 2,9  |
| Rusland             | 674.370   | 0,3  |
| Servië              | 21.266    | 0,6  |
| Slovenië            | 49.638    | 10,3 |
| Slowakije           | 197.565   | 10,3 |
| Spanje              | 2.354.916 | 9,7  |
| Tsjechië            | 540.986   | 15,4 |
| Turkije             | 518.435   | 1,4  |
| Verenigd Koninkrijk | 459.275   | 2,6  |
| Zweden              | 613.964   | 20,4 |
| Zwitserland         | 172.713   | 16,5 |

## Opleiding
In Nederland organiseert Warmonderhof in Dronten twee opleidingen voor biologische en bio-dynamische landbouw: een 4-jarige dagopleiding voor adolescenten en jongvolwassenen, en een 2-jarige deeltijdopleiding voor volwassenen.
Daarnaast is er aan de Wageningen Universiteit een MSc Organic Agriculture (MSc Biologische Productiewetenschappen) die zich op biologische producten richt.
In Vlaanderen organiseert Landwijzer een modulair leertraject biologische en bio-dynamische landbouw (2,5 jaar) in Gent en Antwerpen.